# Denis Rolland (historien)
À ne pas confondre avec Denis Rolland, historien de Picardie et de la 1re guerre mondiale
Denis Rolland, né le 18 octobre 1958 à Longjumeau, est un historien français, spécialiste des relations internationales et de l'Amérique latine au XXe siècle. Il occupe depuis 2011 des responsabilités dans l'administration de la recherche scientifique (CNRS) puis dans l'administration de l'Éducation nationale et de l'Enseignement supérieur et de la Recherche.
Il a enseigné, en outre, l'histoire contemporaine à l'université de Strasbourg jusqu'en 2012 et a occupé par ailleurs jusqu'à cette date la fonction de directeur du groupe de recherche FARE en histoire des relations internationales. Il a été longtemps directeur d'études au Centre d'histoire de Sciences Po (Paris). Il est membre de l'Institut universitaire de France.
Il a été directeur-adjoint scientifique au CNRS (INSHS) en 2011-2012. Il a été de mars 2012 au 26 février 2014 recteur de l'Académie de la Guyane puis recteur de l'Académie de Dijon jusqu'au 27 juillet 2016, date à laquelle il a été nommé recteur de l'Académie de Caen et recteur de la Région académique de Normandie. Le 22 novembre 2017, il est nommé aussi recteur de l'académie de Rouen. En janvier 2019 il devient Inspecteur général (IGESR). Il quitte les académies normandes de Caen et de Rouen, et la fonction de recteur le 1er avril 2019.
Parmi les rapports publiés auxquels il a contribué, un rapport sur « Le doctorat en France, du choix à la poursuite de carrière ».
Ses principaux thèmes de recherche et de publication sont les relations internationales (notamment culturelles), l'histoire de l'Amérique latine et de ses relations internationales au XXe siècle et en particulier l'histoire du Brésil. Il travaille également sur les évolutions des identités sur les périphéries de l'Europe du XIXe au XXIe siècle.

## Biographie

### Formation
Élève à la Sorbonne des professeurs François Chevalier et Jean-Baptiste Duroselle, il a ensuite travaillé sous la direction de François-Xavier Guerra et René Girault. Il a soutenu son doctorat en 1986 et obtenu l'habilitation à diriger des recherches en 1998 (Katia de Queiros Mattoso, dir.).

### Carrière
Enseignant dans l'enseignement supérieur à l'étranger (Mexico, Mexique), il a été ensuite enseignant du secondaire à Paris et en région parisienne. Maître de conférences de 1989 à 1999 à l'université de Rennes 2, il est devenu professeur des universités en 1999, en poste à l'université de Strasbourg.
Il est membre de l'Institut universitaire de France depuis 1997 (junior 1997 et senior 2009). Il enseigne à l'Institut d'études politiques de Strasbourg et à l'institut des hautes études européennes (IHEE).
Il a créé et dirigé le groupe de recherche en histoire des relations internationales FARE, Frontières, Acteurs et Représentations de l'Europe de l'université de Strasbourg (UDS).
Il est membre fondateur du Pôle inter-universitaire d'études sur le Brésil (université de Paris X, dir. Idelette Muzart Fonseca dos Santos), directeur d'études et chercheur associé au Centre d'histoire de Sciences Po, expert auprès du Conseil de l’Europe (Écoles politiques) et auditeur (2002) de l'Institut des hautes études de l'entreprise.
Il a été nommé en 1997 Membre junior de l'Institut universitaire de France puis en 2009 membre senior du même institut.
Il a été primé par l'Académie des sciences d'Outre-Mer (Prix Robert Delavignette, 2012).
Il a été professeur invité ou chercheur invité notamment des universités latino-américaines suivantes :
- Mexique : Colegio de México (chaire Marcel Bataillon), ITAM (chaire Raymond Aron), UNAM, IFAL ;
- Cuba : université de La Havane ;
- Venezuela : Universidad Simon Bolívar, Caracas ;
- Brésil : Universidade de Brasília, Instituto Rio Branco (Académie diplomatique), Universidade Federal Fluminense (Rio), Universidade de São Paulo (SP), Unicamp (Campinas), UFRGS (Porto Alegre) ;
- Argentine : Universidad de Buenos Aires (UBA), Universidad Nacional del Sur (Bahia Blanca, BA), Universidades de Mendoza, Tucuman et Jujuy.

Le 29 février 2012, Denis Rolland est nommé recteur de l'Académie de la Guyane.
Le 26 février 2014, il est nommé recteur de l'Académie de Dijon.
Le 27 juillet 2016, il est nommé recteur de Région Normandie et recteur de l'Académie de Caen.
Le 22 novembre 2017, il est nommé recteur de la région académique Normandie, recteur de l’académie de Caen, chargé par décret d’administrer aussi l’académie de Rouen, afin de préparer la fusion des deux académies dans une future académie de Normandie, fonctions qu'il cesse d'exercer en avril 2019.
Au 1er janvier 2020, il est nommé en détachement à l'Inspection générale de l'Éducation, du Sport et de la Recherche (IGESR) puis est intégré dans ce corps.
Il est membre du Conseil d'administration de la Mission laïque française (MLF, à la tête d’un réseau de 112 établissements d’enseignement français à l’étranger scolarisant plus de 60 000 élèves dans 39 pays et qui agit aussi en tant qu'opérateur de l'État et/ou d'entreprises dans le cadre d'actions de coopération éducative) et membre de la Commission de contrôle de Solidarité Laïque.

### Distinctions
- Chevalier de la Légion d'honneur Il est fait chevalier le 11 juillet 2014[32] pour ses 31 ans de services[33],[34].
- Commandeur de l'ordre des Palmes académiques Il est promu ex officio commandeur de l'ordre, lors de sa nomination en tant que recteur de l'Académie de Guyane en février 2012.

## Publications

### Ouvrages
- Amérique latine, Guide des organisations internationales et de leurs publications, Paris, Publications de la Sorbonne-L'Harmattan, 1982 (préface de François Chevalier), 224 p.
  - Traduction : América latina, Guia de las organizaciones internacionales, Madrid-México, Fondo de Cultura Económica, México, 1987, 363 p.
- Vichy et la France libre au Mexique; Guerre, cultures et propagandes 1939-1942, Paris, Publications de la Sorbonne-L'Harmattan 1990, 443 p.
- La Crise du modèle français, Marianne et l’Amérique latine, culture, politique et identité, XXe siècle, Rennes, Presses universitaires de Rennes, 2000, 463 p. ; rééd. Paris, L'Harmattan, 2011[35]
  - Traduction : A crise do modelo francês na America latina, séculos XIX e XX, Brasília, Ed. da Universidade de Brasília, 2005, 550 p.
- Mémoire et imaginaire de la France en Amérique latine, la commémoration du 14 juillet, Paris, IUF-L’Harmattan, 2000, 182 p.
- Louis Jouvet et le théâtre de l’Athénée, 1939-1945, « promeneurs de rêve » en guerre, Paris, IUF-L’Harmattan, mai 2000, De Paris à Rio de Janeiro, 480 p.
- Le Brésil des gouvernements militaires et l’exil, Témoignages et documents, Paris, L'Harmattan/BDIC, Paris- Nanterre, 2008 (avec Idelette Muzart)
- Construire l’Europe, la démocratie et la société civile de la Russie aux Balkans, (avec la contribution des étudiants du Master of European Studies), Conseil de l'Europe-L’Harmattan, 2011
- Pour une gouvernance démocratique européenne, Presses universitaires de Rennes, 2012[36]
- Histoire de L'Harmattan. Genèse d'un éditeur au carrefour des cultures (1939-1980)[37], préface de Jean-François Sirinelli et de Jean-Yves Mollier, L'Harmattan, 2022
- L'Harmattan. Matériaux pour l'histoire d'un éditeur - 1962-1980[38], L'Harmattan, 2022

### Direction, codirection et coordination d'ouvrages
- Tourisme et Caraïbes, (magistère de relations internationales/DESS coopération-développement), Paris, L'Harmattan, 1995, 192 p.
- Amérique latine, état des lieux et entretiens, (magistère de relations internationales/DESS coopération développement), Paris, L'Harmattan, 1996, 552 p.
- Mémoires et Identités au Brésil (avec Katia de Queirós Mattoso et Idelette Muzart), Paris, Paris-Sorbonne/L'Harmattan, 1996, 200 p.
- Les ONG françaises et l’Amérique latine, Guide (magistère de relations internationales/DESS coopération développement), Paris, L’Harmattan, 1997, 280 p.
- Les Femmes dans la ville, un dialogue franco-brésilien (avec Katia de Queirós Mattoso et Idelette Muzart), Paris, Publications de Paris-Sorbonne, 1997, 170 p.
- Le Brésil et le monde, pour une histoire des relations internationales des puissances émergentes (avec Amado Luiz Cervo et José Flavio Sombra Saraiva), Paris, Centre d’études sur le Brésil, L’Harmattan, 1998, 252 p.
- Naissance du Brésil moderne (avec Katia de Queirós Mattoso et Idelette Muzart), Paris, Publications de Paris-Sorbonne, 1998, 350 p.
- Esclavages, histoire d’une diversité de l'océan Indien à l'Atlantique Sud (avec Katia de Queirós Mattoso et Idelette Muzart), Paris, Centre d’études sur le Brésil, L’Harmattan, 1998, 196 p.
- L'Amérique latine et les modèles européens (dir. avec A. Lempérière, G. Lomné, F. Martinez), Bordeaux & Paris, CNRS-TEMIBER - L'Harmattan, 1998, 532 p.
- Le Brésil, l’Europe et les équilibres internationaux, (avec Katia de Queirós Mattoso et Idelette Muzart), Paris, Publications de la Sorbonne, 1999, 342 p.
- Matériaux pour une histoire culturelle du Brésil, (avec Katia de Queirós Mattoso et Idelette Muzart), Paris, L’Harmattan, 1999, 158 p.
- Pour l’histoire du Brésil (avec François Crouzet et Philippe Bonnichon), Mélanges offerts à Katia de Queirós Mattoso, Paris, L’Harmattan, 2000,700 p.
- L'Espagne, la France et l'Amérique latine: Politiques culturelles de l’Espagne et de la France vis-à-vis de l’Amérique latine, Políticas culturales de España y Francia hacia América latina, siglo XX (avec L. Delgado, E. Gonzalez Calleja, A. Lempérière et A. Niño), Madrid-Paris, CSIC-L’Harmattan, 2001.
- Pour comprendre la crise argentine (avec Joëlle Chassin), L’Harmattan-IEP Strasbourg, 2003.
- Intellectuels et politique, Brésil-Europe (avec Marcelo Ridenti), Paris, L’Harmattan, 2003.
- Intelectuais, Sociedade e Politica (avec Elide Rugais Bastos et Marcelo Ridenti), São Paulo, Cortez Ed., 2003.
- Le Noir et la culture africaine au Brésil, XVIIIe – XXe siècles, (avec Katia de Queirós Mattoso et Idelette Muzart), Paris, L’Harmattan, 2003.
- Modèles politiques et culturels au Brésil, emprunts, adaptations, rejets XIXe – XXe siècles (avec Katia de Queirós Mattoso et Idelette Muzart), Paris, PUPS, 2003.
- Foreign Relations and Political Regime, (avec José Flavio Sombra Saraiva), Brasília, IBRI, 2003.
- Political Regime and Foreign Relations, A Historical Perspective (avec José Flavio Sombra Saraiva), Paris, L’Harmattan-Sciences-Po, 2004.
- Histoire culturelle des relations internationales, Paris, CHEVS-L’Harmattan, 2004.
- Pour comprendre le Brésil de Lula, (avec Joëlle Chassin), Paris, L’Harmattan, 2004.
- Le Brésil face à son passé, la guerre de Canudos (avec Idelette Muzart), Paris, L’Harmattan, 2005.
- Archéologie du sentiment en Amérique latine, L’identité entre mémoire et histoire, XIXe – XXe siècles, Paris, L’Harmattan, 2005.
- L’Espagne et la Guerre du Golfe, d’Aznar à Zapatero (avec l'IEP de Strasbourg), Paris, L’Harmattan, 2005.
- La Terre au Brésil (avec Idelette Muzart), Paris, L’Harmattan, 2006.
- Une vie d’Afghanistan, entretiens avec M. Haquani, ambassadeur d’Afghanistan en France, coordination de l’enquête et de la rédaction avec trois anciens étudiants de Strasbourg 3 (2 à Sciences Po Paris en M2, 1 doctorant à l’IFRI, Paris, 2006.
- L’Intellectuel, l’État et la Nation, Brésil-Amérique latine-Europe XIXe – XXe siècles(avec Elide Rugais Bastos et Marcelo Ridenti), 2006.
- Les Républiques en propagande (avec Didier Georgakakis et Yves Déloye), Paris, L’Harmattan, mai 2006.
- Pour comprendre la Bolivie d’Evo Morales (avec Joëlle Chassin et Sciences Po Paris), Paris, L’Harmattan, 2007.
- Intelectuais e Estado (avec Elide Rugais Bastos et Marcelo Ridenti), Belo Horizonte, UFMG, 2007.
- Les Îles du Cap Vert, Langue, Mémoire et Histoire (avec Idelette Muzart Fonseca dos Santos et José Esteves), 2007.
- La Colombie aujourd'hui (avec Enrique Uribe et l'IEP de Strasbourg), Paris, L’Harmattan, 2007.
- L’exil brésilien en France, Mémoire, histoire et imaginaire (avec Idelette Muzart Fonseca dos Santos), Paris, L’Harmattan, 2008.
- 1968 hors de France (avec Justine Faure), Paris-IEP-Strasbourg-L’Harmattan, 2008.
- As modernidades alternativas, s. XIX e XX, Brasil-Europa (avec Daniel Aarão Reis), Rio, Zahar, 2008.
- Modernités alternatives, L'historien face aux discours et représentations de la modernité, XIXe – XXe siècle, (avec Daniel Aãrao Reis), Paris, L’Harmattan, 2009.
- Intellectuais e Modernidades alternativas, Rio, Fundação Getúlio Vargas, 2010.
- Relations internationales du Brésil, Les chemins de la puissance/Brazil’s International Relations, Paths to Power, vol. 1, Représentations globales, Paris, IUF-L’Harmattan, 2010.
- Relations internationales du Brésil, Les chemins de la puissance/Brazil’s International Relations, Paths to Power, vol. 2, Aspects régionaux et thématiques, Paris, IUF-L’Harmattan, 2010.
- Les espaces de voisinage en relations internationales, Matériaux pour l’histoire de notre temps, no 97-98, BDIC, 2010.
- Construire l'Europe, la démocratie et la société civile, de la Russie aux Balkans, Paris, L'Harmattan, 2011[39].
- Intelectuais e modernidade, Rio de Janeiro, 2011.
- L'Amérique latine et la France, Réseaux et acteurs, Rennes, PUR, 2011.

- Prix Robert-Delavignette 2012 de l'Académie des sciences d'outre-mer.
- Pour une gouvernance démocratique européenne, Rennes, 2012[40].
- Saisies, spoliations et restitutions, Alexandre Sumpf et Vincent Laniol (dir.). Denis Rolland (collab.), 2012[41].
- Comme c'est bien, Ecole Bouvines, Paris, Préface de Philippe Delerm, Paris, L'Harmattan, 2012 (initiative, coordination du projet et de l'édition)[42].
- Le Brésil, territoire d'histoire, Historiographie du Brésil contemporain, Paris, L'Harmattan, 2013[43].
- Construire l'espace politique européen, Building the European Space, Ariane landuyt et Denis Rolland (dir.), Paris, L'Harmattan/FARE/Universita degli studi di Siena, 2013[44].
- « Ouverture », in Léon-Gontran Damas, poète, écrivain patrimonial et postcolonial, Monique Blérald (dir.), Cayenne, Ibis Rouge, 2014[45],[46].
- Enfants fantômes, enfants sans identité (Collèges & lycées de l'académie de Caen, Laurence Dumont éd.), Paris, L'Harmattan, 2017 (coordination de l'édition)[47].
- Pas sages à l'écrit (collèges de l'académie de Caen, DAAC Caen, IMEC), Caen, IMEC éditions, 2017 (accompagnement du projet, préface)[48].
- L'état de l'école en Normandie, Rectorats de Caen et Rouen, région académique Normandie, 2018, disponible en ligne[49]
- Voyage aux frontières de la langue, Des élèves de l'académie de Rouen écrivent…, Rouen, Christophe Chomant éditeur, 2019 (préface "Traces d'écritures majeures")[50],[51].
- La Guyane, frontières visibles et invisibles, Introduction à une région française d'Amérique du Sud, entre insertions régionale et nationale, Paris, Sépia, 2021[52] (avec Hervé Théry, Stéphane Granger[53] et Henry Panhuys[54] et la contribution de journalistes de Guyane la 1ère)[55]
- La France et l'internationalisation de l'enseignement[56], Administration et éducation[57], 2021/2, n°170 (direction et introduction du numéro de la revue avec Stéphane Kesler)